# 征矢清
征矢 清（そや きよし、1935年（昭和10年）7月13日 - 2008年（平成20年）1月1日）は、日本の児童文学作家。
妻は絵本作家の林明子。

## 略歴
長野県生まれ。早稲田大学第二文学部卒業後、福音館書店に入社。「こどものとも」編集担当を経て、創作活動に専念。童話・絵本を数多く手掛け、2002年『ガラスのうま』で野間児童文芸賞と新美南吉児童文学賞を受賞。　

## 主な作品

### 創作
- 『くもの巣とり』（太田大八絵、大日本図書） 1984年10月
- 『はちぶせ山のガイコツランド』（斎藤博之絵、小峰書店） 1984年12月
- 『朝子の出発』（朝倉摂絵、小峰書店） 1985年1月
- 『かおるのたからもの』（大社玲子絵、あかね書房） 1972年4月
- 『にせあかしやの魔術師』（林明子絵、大日本図書） 1981年、のち復刊ドットコム 2014年10月
- 『おばあちゃんのヒマワリ』（大社玲子絵、あかね書房） 1986年10月
- 『ねこになった少年』（やまだ紫絵、岩波少年文庫） 1988年
- 『ハッコのマラソン事件日記』（平野剛絵、偕成社） 1987年4月
- 『ハッコのすいえい事件日記』（平野剛絵、偕成社） 1989年4月
- 『ガラスのうま』（林明子絵、偕成社） 2001年10月

など

### 絵本
- 『かさもっておむかえ』（長新太絵、福音館書店） 1977年4月
- 『やまぐにほいくえん』（大友康夫絵、福音館書店） 1977年
- 『てんとうむしおばさん』（小沢良吉絵、小峰書店） 1979年
- 『いだてんの六』（福田庄助絵、ポプラ社） 1982年3月
- 『はっぱのおうち』（林明子絵、福音館書店） 1989年5月
- 『あやねこのるすばん』（和田誠絵、福音館書店） 1991年
- 『ゆうきのおにたいじ』（土橋とし子絵、福音館書店） 1997年1月
- 『さむいさむい』（ベーラ・フレーブニコワ絵、福音館書店） 2000年
- 『もっくりやまのごろったぎつね』（小沢良吉絵、小峰書店） 2002年3月
- 『おなかがいたいこねずみ』（山内彩子絵、福音館書店） 2007年2月
- 『ぱんだいすき』（ふくしまあきえ絵、福音館書店） 2007年6月
- 『ねむたいうさぎのおまじない』（北林小波絵、福音館書店） 2008年6月
- 『おおきくなりたいこりすのもぐ』（夏目義一絵、福音館書店） 2009年4月
- 『るるのたんじょうび』（中谷千代子絵、福音館書店） 2011年2月
- 『かすみのどんぐり』（まるやまあやこ絵、福音館書店） 2015年11月
- 『ひよこさん』（林明子絵、福音館書店） 2017年3月

など